# Gare de Ponthoile-Romaine
Pour la halte du CFBS située dans la commune, voir Gare de Morlay.
La gare de Ponthoile-Romaine, localement appelée gare de Romaine, est une ancienne gare ferroviaire française de la ligne de Longueau à Boulogne-Ville, située dans le hameau de Romaine, sur le territoire de la commune de Ponthoile, dans le département de la Somme, en région Hauts-de-France.
Elle est fermée au cours de la seconde moitié du XXe siècle, par la Société nationale des chemins de fer français (SNCF).

## Situation ferroviaire

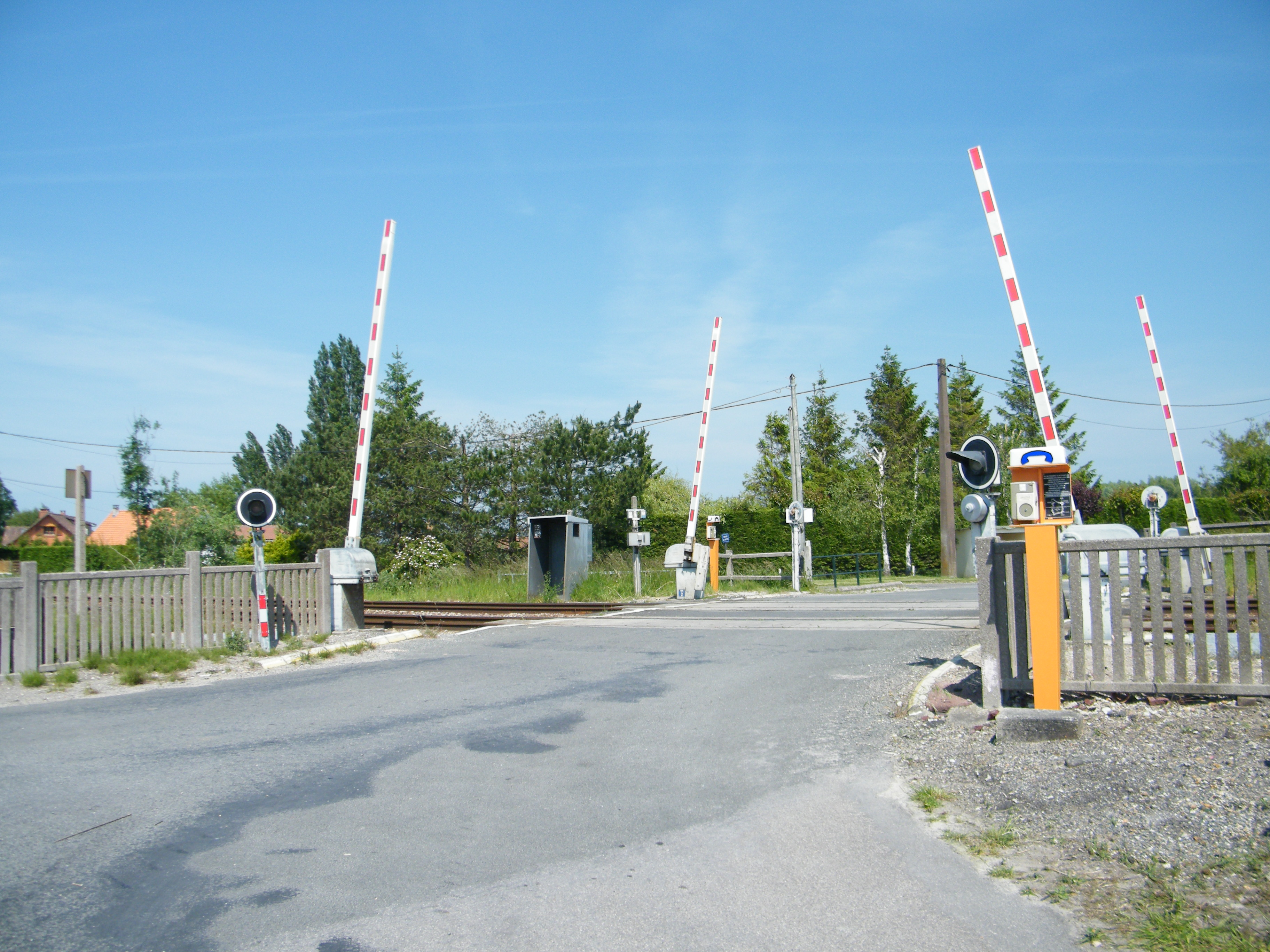
Le passage à niveau voisin de la gare.

Établie à 5 mètres d'altitude, la gare de Ponthoile-Romaine est située au point kilométrique (PK) 194,276 de la ligne de Longueau à Boulogne-Ville, peu avant un passage à niveau routier — de type SAL 4 — (PN no 102) ; cet ensemble s'intercale entre les gares ouvertes de Noyelles-sur-Mer et de Rue.

## Histoire
La section Abbeville – Neufchâtel de la ligne de Longueau à Boulogne-Ville est mise en service en 1847, par la Compagnie du chemin de fer d'Amiens à Boulogne. C'est à cette occasion que la gare est ouverte, entraînant l'installation de cheminots (et de leurs familles) dans la commune. Cette gare, en permettant l'expédition des productions agricoles (betterave et chicorée) vers les sucrerie et cossetterie de Rue, insuffle le développement économique.
La gare est fermée par la SNCF après 1960 (date à laquelle elle dispose de deux voies de service).

## Patrimoine ferroviaire

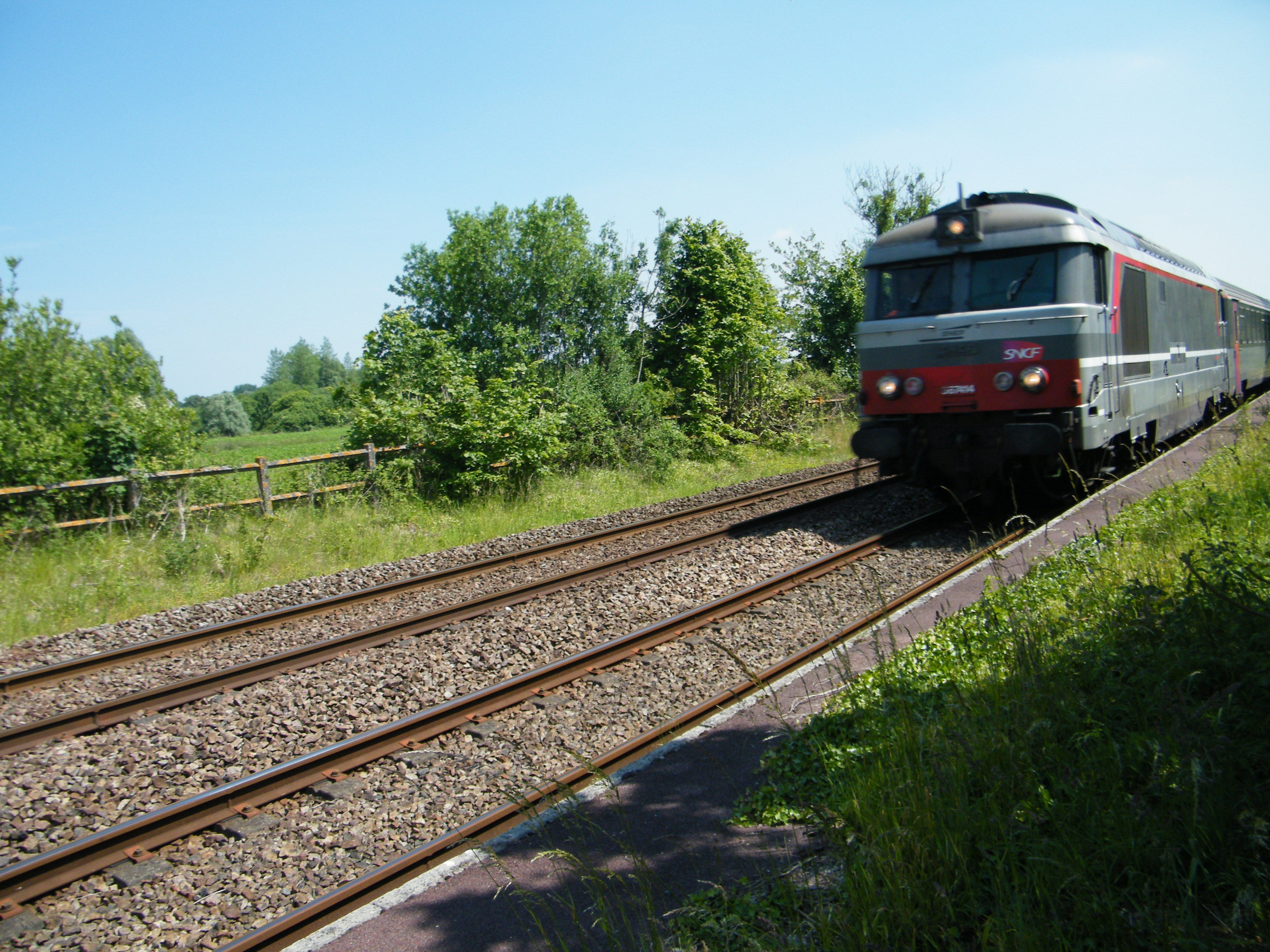
Passage d'un train (BB 67400 tractant des) près du quai de l'ancienne gare, en juin 2015.

L'ancien bâtiment voyageurs, revendu à un particulier, est devenu une habitation dans les années 1960, tandis que l'ancienne maison de garde-barrière est démolie à la même période.
En outre, l'un des deux quais subsiste.

## Service des voyageurs
Ponthoile-Romaine est fermée à tout trafic ferroviaire.
Néanmoins, la ligne 711 du réseau d'autocars « Trans'80 » dispose d'un arrêt (nommé Passage à niveau) à proximité ; elle permet d'atteindre la gare d'Abbeville.